# РИА Новости
РИА Новости је новинска агенција Руске Федерације. РИА Новости (бивше Савезно државно јединствено предузеће РАМИ; (рус. ФГУП РАМИ, „РИА Новости“) ликвидирано је као правно лице 9. децембра 2013. године) је бивша медијска група и једна од највећих оперативних новинских агенција на свету, са седиштем у Москви.
Указом председника Руске Федерације Владимира Путина „О неким мерама за побољшање ефикасности државних медија“ 9. децембра 2013. године званично је распуштена медијска група РИА Новости. Уместо тога, створена је Међународна медијска група Русија данас (рус. МИА Россия сегодня), која је наставила да користи бренд РИА Новости. Главни уредник ФСУЕ РАМИ РИА Новости у време ликвидације био је Иракли Гачечиладзе.
Поред истоимене агенције, до 9. децембра 2013. године у медијској групи РИА Новости биле су Руска агенција за правне и судске информације (РАПСИ), Спортска новинска агенција Р-Спорт, Економско-информативна агенција Прајм, РИА Агенција за рејтинг, руска агенција за информационе науке и технологије РИА Наука, Московска издавачка кућа „Вести“, мрежа медијских центара у Русији и иностранству и још око 40 интернет извора на 22 језика. Укупна гледаност у време ликвидације РИА Новости као правног лица и медијске групе била је више од 20 милиона јединствених посетилаца месечно.
Од 8. јуна 2014. РИА Новости је активна новинска агенција. Као регистровани медиј, укључујући онлајн публикацију РИА.РУ, део је медијске групе Русија данас и део је овог бренда. Од тада РИА Новости својој публици достављају тачне и ажурне информације о свим најважнијим догађајима у Русији и иностранству. Агенција издаје оперативне нон-стоп вести на пет језика од дописника из 125 градова широм света и неколико десетина тематских фидова. Више од 1.500 порука дневно се појављује на фидовима РИА Новости, које се могу примити преко онлајн терминала, е-поште, фтп сервера или мобилне апликације.." Према извештају на информативном каналу РТ, Россия сегодня „ни на који начин није повезана“ са каналом вести РТ упркос сличности у имену (РТ је био познат као Russia Today пре ребрендирања 2009. године). Међутим, у извештају Би-Би-Сија се наводи да се „чини вероватним [...] да ће [Россия сегодня] употпунити рад ТВ станице на страном језику, РТ, коју финансира држава“. 
Сајт РИА.РУ је један од лидера Рунета међу онлајн информативним ресурсима и најцитиранијим руским медијима на друштвеним мрежама од октобра 2021. 